# Século XII a.C.
Século XIII a.C. - Século XII a.C. - Século XI a.C.

## Eventos

### África
- 1200 a.C.: Aparecimento nas pinturas rupestres do Saara de cavalos atrelados a carros de duas rodas e conduzidos por guerreiros armados com dardos e escudos (período cabalino, 1200-300 aC)[1]. Eles indicam contatos entre o Mediterrâneo e a África subsaariana.

### Subcontinente Indiano
- 1200 a.C.-600 aC: a cultura da cerâmica pintada de cinza sucede a cultura da cerâmica preta e vermelha no vale do Ganges na Índia[2]. Esta cultura arqueológica correspondente aos primórdios da Idade do Ferro e é ligada por alguns investigadores à chegada dos arianos, cavaleiros indo-europeus armados de ferro do noroeste, que poderão ter contribuído para o declínio da cultura Harapa[3]. Seu progresso é auxiliado por suas rápidas carruagens de batalha puxadas por cavalos, arcos, lanças, machados de batalha, armaduras e capacetes. Eles introduzem a linguagem védica e devemos a eles a escrita dos Vedas. A economia ariana é mista, pastoril e agrícola. A pecuária desempenha um papel importante e constitui um valor, até mesmo um meio de pagamento. O cavalo é usado para fins militares (carruagem de duas rodas). Cabras e ovelhas fornecem a lã. As menções à agricultura são raras e essa atividade parece ser considerada plebeia.

### Estepes da Eurásia
- 1200 a.C.-700 a.C.: apogeu da cultura Karasuk na Ásia Central, entre o Mar de Aral e a bacia de Minousinsk, no Alto Yenisei [4][5]. A indústria do bronze tornou-se muito elaborada: facas, machados e pontas de lança da cultura Karasuk foram produzidos e comercializados até a China da dinastia Shang.

### América
- 1200 a.C.-200 a.C.: Período do Horizonte Antigo no Peru[6]. Cultura Chavín dos Andes de Cajamarca e costa norte do Peru (1200/850-400/200 aC). Templos e esculturas (baixos-relevos, cabeças redondas). Objetos de cerâmica, madeira, pedra, prata e ouro, tecidos bem conservados, bordados e pintados[7]..
- 1150 a.C.-900 a.C.: apogeu do sítio de San Lorenzo, primeira das cidades olmecas[8]. As comunidades são estabelecidas ao longo das Tierras Calientes (terras quentes) do Golfo do México. As cidades olmecas são governadas por uma oligarquia de elite capaz de organizar equipes de trabalhadores destinadas à construção de templos, palácios e pirâmides [9]. O milho era o principal alimento dos olmecas. Peixe e cachorro fornecem a maior parte da proteína. Cervos e porcos selvagens são comidos ocasionalmente, assim como carne humana.

### Oriente Médio
- Por volta de 1205 a.C.-1100 a.C.: auge do reino de Elam sob a dinastia dos Xutruquidas, com Susa como sua capital[10].
- Entre 1205 a.C. e 1o00 a.C.: Povos de língua indo-européia entraram no atual Irã em duas ondas sucessivas: os Madai (medos) e os Parsua (persas) entraram pelo Cáucaso e se estabeleceram ao redor do Lago Urmiah. Os Parthava (partas) e os Hairawa seguem as costas orientais do Mar Cáspio, entram no Irã pelo nordeste e gradualmente se espalham para os atuais Turquestão, Afeganistão e Baluchistão[11]. Os persas e os medos pertencem ao grupo satem (usam esta palavra para designar o número 100). Alguns autores tentaram vincular o uso de cerâmica cinza lisa da Idade do Bronze iraniana no Nordeste (Teppe Hissar, Tureng Tepe e Shah Tepe), locais abandonados por volta de 1700-1600 a.C. com essas tribos , outros com a cerâmica cinza vidrada da fase IV da cultura funerária de Gandhara no vale do Swat, no norte do Paquistão, e com a cerâmica pintada das culturas do "Cemitério H" de Harapa (1800-300 a.C) e Pirak (1800- 800 a.C), sem que a ligação entre o seu grupo linguístico e estas cerâmicas possa ser atestada.
- 1200 a.C.-1180 a.C.: “Colapso da Idade do Bronze” [12], ou tempo de confusão no Oriente Médio. Invasão dos Povos do Mar, grupo de povos pouco conhecidos de origem mediterrânica. Muitas cidades no sul da atual Síria e Canaã são destruídas. Um fragmento de vaso com a cartela da rainha Tausserte do Egito, encontrado na camada destruída de Deir Alla no rio Jordão, permite datá-la após 1190 a.C.[13] O Império Hitita entrou em colapso por volta de 1200-1190 a.C. sob os golpes dos frígios, um povo indo-europeu associado aos Muški. Aliaram-se aos Gasgas e ocuparam a maior parte da Anatólia, expulsando os luvitas para além do Montes Tauro. O Egito resiste sob Ramsés III, depois se retira, o que cria um vácuo político na Síria e na Palestina que favorece o surgimento de poderes locais[14]:

- Por volta de 1175 a.C: 
  - Os filisteus, que fazem parte dos Povos do Mar, instalam-se na zona costeira cananéia meridional (de Gaza até a atual Tel-Aviv) e dão seu nome à Palestina[15]. Eles introduziram a tecnologia do ferro que podem ter adquirido através do contato com os hititas durante sua estada na Ásia Menor[16].
  - Os hebreus (Período dos Juízes) entraram nos séculos 13 e 12 a.C ao sul de Canaã, unificaram suas diferentes tribos para resistir à instabilidade e gradualmente se estabeleceram como povo sedentário[17]. Eles são divididos em clãs e tribos de acordo com um sistema patriarcal com traços de um matriarcado primitivo. Não parece que as tribos que formaram o Israel tivessem noção da existência de um único deus. Ao se estabelecerem na Palestina, adoram simultaneamente a divindade local Baal, outras divindades ligadas às atividades agrícolas, e Javé. A evolução para o monoteísmo ocorre lentamente sob o constrangimento de várias forças independentes: mais do que uma rejeição do politeísmo originário, assistimos à crescente preponderância de Javé sob a ação dos profetas e dos religiosos, sem impedir uma real absorção das religiões cananeias, ou a um sincretismo, que se manifesta claramente na prática e nos ritos.
  - As cidades fenícias conquistaram sua independência (1150 a 875 a.C)[18] (Arruade, Biblos, Sídon, Sarepta, Tiro...). Elas experimentaram a prosperidade e fundaram colônias em todo o Mediterrâneo e até a costa ocidental da África e Portugal. São o vetor de uma contribuição civilizatória de primeira ordem. Os fenícios introduziram o alfabeto na Grécia e várias técnicas e conhecimentos em todo o mundo mediterrâneo.
  - Um mosaico de reinos neo-hititas (em algumas traduções da Bíbia esse povo é chamado de heteus), desde o flanco norte dos Montes Tauro até o Rio Orontes, foi organizado durante o século XI a.C.: a confederação de Tabal, Milid (Malatya), Kummuhu (Comagena), Gurgum (capital Marqasi, hoje Maras), Cilícia (Capital Adana), reinos de Ya'diya (Zencirli ), de Carquemis (onde Asuhi é rei), Pattina (atual Hatay), de Aleppo, o principado de Til Barsip (Tell Ahmar), o reino de Hama. Estes reinos são ocupados por populações hititas, hurritas e semíticas, mas é a língua luvita que se utiliza por toda a parte em monumentais inscrições hieroglíficas ou rupestres.
  - Os arameus, nômades semitas do deserto sírio, talvez levados para o leste pelos povos do mar, ocuparam a Síria e entraram na Mesopotâmia (atual Iraque), estabelecendo-se à medida que avançavam[19]..
- 1194 a.C.-1184 a.C.: Guerra de Tróia (datas propostas por Eratóstenes). É bem possível que tenha sido uma guerra entre os reis da Grécia Micênica e os hititas.

### Europa
- Por volta de 1250 a.C.-850 a.C.: Cultura dos Campos de Urnas na Europa Ocidental[20]. Os povos da Europa que praticavam o sepultamento em túmulo adotam, seja por aculturação, seja pela invasão de leste a oeste de povos estrangeiros, a incineração e a coleta das cinzas em urnas funerárias enterradas em cemitérios que podem contar com até 10.000 sepulturas. Os fundadores, mais particularmente os das palafitas, chegam ao apogeu da sua arte: espadas, machados com soquete ou barbatanas, capacetes, couraças, escudos, grevas, criam novas ferramentas: goivas, cinzéis, fatiadores, raspadores, cinzéis, martelos, bigornas, navalhas, facas, foices, etc.
- 1200 a.C-1100 a.C.. Cultura de Hallstatt[21]
- 1200 a.C.–1050 a.C: Cipriota tardio III, marcado pela destruição dos principais sítios arqueológicos do Chipre, onde a língua grega se estabelece por volta de 1050 a.C. AD [22][23]

- Por volta de 1200 a.C.-900 a.C.: Itália: período de transição entre a Idade do Bronze e a Idade do Ferro conhecido como Sub-Apeninos no centro e sul da Itália (cerca de 1300/1200-1050 AC[24]) e Protovillanoviano na península centro-norte (1200-900 a.C)[25]). Cemitérios são encontrados em toda a península onde os restos mortais dos cremados são enterrados em urnas de terracota (civilização dos campos de urnas). Esta transformação do modo de enterro provavelmente é explicada por migrações internas à Itália ou externas, vindas do norte e do leste. Ao mesmo tempo, grupos humanos chegaram do Egeu. Contatos são estabelecidos com Micenas no sul da Itália, Lácio e Etrúria.

- 1194 a.C.-1184 a.C.: Guerra de Tróia (de acordo com Eratóstenes). Conflito hipotético entre as cidades-estado aqueias na Grécia e os hititas.

- 1190 a.C.–1100 a.C.: Colapso da civilização micênica. Os problemas são notados em Iolcos, perto de Corinto, Micenas, Tirinto e depois Lefcandi em Eubéia e Teikhos Dymaion perto de Patras30. Estes eventos ocorrem num contexto de violência generalizada no Mediterrâneo oriental, mas a tese de uma invasão massiva de populações estrangeiras foi agora afastada a favor de um processo mais complexo, atribuindo em particular o desaparecimento do sistema palaciano a conflitos sociais internos que levaram à redistribuição do poder em detrimento das elites. A civilização micênica foi mantida até o final do século em locais não palacianos, como Lefkandi em Eubéia ou a cidade baixa de Tiryns, que então experimentou sua maior expansão, mas desapareceu no início do século XI aC. BC, quando muitos locais foram abandonados sem vestígios de violência[26]. A Grécia continental despovoada voltou à vida agrícola e as classes dominantes declinaram devido à crise econômica (a produção era muito especializada, as trocas com os mercados egípcio e oriental tornaram-se mais escassas e as rotas comerciais de estanho e cobre foram parcialmente interrompidas). Os senhores micênicos arruinados podem ter se transformado em piratas nas Cíclades ou fugido, como mostra o assentamento maciço de micênicos em Chipre. Os Egeus não estão mais presentes na Sicília.

## Personagens importantes
- Ramsés III, faraó egípcio.
- Supiluliuma II, último rei dos hititas.
- Ramsés X, aristocrata egípcio, nono faraó da XX Dinastia do Egito.
- Jefté, juiz de Israel (líder tribal sem evidências arqueológicas)
- Agamenão, rei de Micenas (sem evidências arqueológicas)
- Aquiles e Ájax, guerreiros gregos (lendários)
- Páris e Heitor, príncipes troianos (lendários)

## Décadas
Década de 1190 a.C. | Década de 1180 a.C. | Década de 1170 a.C. | Década de 1160 a.C. | Década de 1150 a.C. | Década de 1140 a.C. | Década de 1120 a.C. | Década de 1110 a.C.

## Anos
1200 a.C. | 1193 a.C. | 1184 a.C. | 1166 a.C. | 1151 a.C. | 1150 a.C. | 1127 a.C. | 1126 a.C. | 1122 a.C. | 1120 a.C. | 1114 a.C. | 1109 a.C.
1. ↑  Henri Lhote (1976). Vers d'autres Tassilis. [S.l.]: Arthaud. 257 páginas. ISBN 978-2-7003-0109-0}}
2. ↑  Singh. The Pearson Indian History Manual for the UPSC Civil Services Preliminary Examination. [S.l.]: Pearson Education India. ISBN 978-81-317-1753-0
3. ↑  Timothy Darvill (2008). Concise Oxford Dictionary of Archaeology. [S.l.]: OUP Oxford. 560 páginas. ISBN 978-0-19-157904-2
4. ↑  Jeong Su-Il (2016). The Silk Road Encyclopedia. [S.l.]: Seoul Selection. ISBN 978-1-62412-076-3}}
5. ↑  Luigi Pareti; Paolo Brezzi; Luciano Petech (1967). L'Antiquité de 1200 avant J.-C. à 500 de notre ère. [S.l.]: Éditions Robert Laffont}}
6. ↑  Carlos Contreras; Marina Zuloaga (2014).  El Colegio de Mexico AC, ed. Historia mínima de Perú. [S.l.: s.n.] 290 páginas. ISBN 978-607-462-633-9
7. ↑  Dictionnaire de la Préhistoire. [S.l.]: Encyclopaedia Universalis. 2017. ISBN 978-2-341-00223-3}}
8. ↑  Patrice Lecoq; Eric Taladoire (2016). Les civilisations précolombiennes. [S.l.]: Presses Universitaires de France. 128 páginas. ISBN 978-2-13-073679-0}}
9. ↑  Claude Hervé-Bazin (2000). Mexico. [S.l.]: Hunter Publishing Inc. ISBN 978-2-88452-108-6}}
10. ↑  Louis Vanden Berghe (1983). Reliefs rupestres de l'Irān ancien : Bruxelles, Musées royaux d'art et d'histoire, 26 octobre 1983-29 janvier 1984. Bélgica: Musées royaux d'art et d'histoire}}
11. ↑  Georges Roux (1995). La Mésopotamie. [S.l.]: Éditions du Seuil. 600 páginas. ISBN 978-2-02-008632-5}}
12. ↑  Guy D. Middleton (2017). Understanding Collapse. Cambridge, Reino Unido: Cambridge University Press. ISBN 978-1-107-15149-9
13. ↑  Eric H. CLINE (2016). 1177 avant J.-C. [S.l.]: La Découverte. 263 páginas. ISBN 978-2-7071-9198-4}}
14. ↑  Corinne Julien (2001). Histoire de l'humanité. [S.l.]: UNESCO. 1402 páginas. ISBN 978-92-3-202811-2
15. ↑  John M. Roberts, Odd Arne Westad (2016). Histoire du monde. [S.l.]: edi8. 473 páginas. ISBN 978-2-262-06547-8
16. ↑  Michel Soutif (2012). Fondements des civilisations de l'Asie. [S.l.]: EDP Sciences. 384 páginas. ISBN 978-2-7598-0337-8
17. ↑  Hanne Olivier (2017). Les seuils du Moyen-Orient. [S.l.]: Éditions du Rocher. 544 páginas. ISBN 978-2-268-09124-2
18. ↑  ʻĀdil Ismāʻīl (1965). Le Liban. [S.l.]: Dar al-Makchouf
19. ↑  Claude Nicolet (1990). Du pouvoir dans l'Antiquité. [S.l.]: Librairie Droz. 238 páginas. ISBN 978-2-600-03345-9
20. ↑  Marija Gimbutas (1965). Bronze Age cultures in Central and Eastern Europe. [S.l.]: Walter de Gruyter. 681 páginas. ISBN 978-3-11-166814-7
21. ↑  Reinhard Bernbeck, Randall H. McGuire (2011). Ideologies in Archaeology. [S.l.]: University of Arizona Press. 410 páginas. ISBN 978-0-8165-2673-4
22. ↑  Markus Egetmeyer (2010).  Walter de Gruyter, ed. Le dialecte grec ancien de Chypre : Tome I : Grammaire. Tome II : Répertoire des inscriptions en syllabaire chypro-grec. [S.l.: s.n.] 1065 páginas. ISBN 978-3-11-021752-0
23. ↑  Veronique Krings (1994). La civilisation phénicienne et punique. [S.l.]: BRILL. 923 páginas. ISBN 978-90-04-29397-7
24. ↑  Jacques Poucet (1985). Les origines de Rome. [S.l.]: Publications Fac St Louis. 360 páginas. ISBN 978-2-8028-0043-9
25. ↑  Carl Waldman; Catherine Mason (2006). Encyclopedia of European Peoples. [S.l.]: Infobase Publishing. 955 páginas. ISBN 978-1-4381-2918-1
26. ↑  Jean-Nicolas Corvisier. Aux origines du miracle grec : Peuplement et population en Grèce du Nord. [S.l.]: Presses universitaires de France. ISBN 978-2-13-066749-0